# Подвязновское сельское поселение
Подвя́зновское сельское поселение — муниципальное образование в составе Ивановского района Ивановской области России. 
Центр — село Подвязновский.

## История
Подвязновское сельское поселение образовано 25 февраля 2005 года в соответствии с Законом Ивановской области № 40-ОЗ.

## Население
| 2002  | 2010  | 2011  | 2012  | 2013  | 2014  | 2015  |
| ----- | ----- | ----- | ----- | ----- | ----- | ----- |
| 3165  | ↗3253 | ↘3250 | ↘3235 | ↘3175 | ↘3138 | ↘3121 |
| 2016  | 2017  | 2018  | 2019  | 2020  | 2021  |       |
| ↘3097 | ↘3075 | ↘3037 | ↘2984 | ↘2933 | ↗3339 |       |

## Состав
| № | Населённый пункт    | Тип населённого пункта       | Население (2010) |
| - | ------------------- | ---------------------------- | ---------------- |
| 1 | Дома Радиотранссети | населённый пункт             | 0                |
| 2 | Железнодорожный     | село                         | ↗776             |
| 3 | Подвязновский       | село, административный центр | ↗2477            |